# Gipfelhöhe
Die Gipfelhöhe oder genauer: die maximale Gipfelhöhe gibt bei Luftfahrzeugen die Höhe an, die sie maximal erreichen können. Sie ist abhängig von der maximalen Gesamtmasse und der Flugleistung. Im Gegensatz zur Dienstgipfelhöhe ist bei der Gipfelhöhe die Steigrate theoretisch Null.

## Physikalischer Hintergrund
Mit steigender Höhe gelangt etwa bei den für Verkehrsflugzeugen üblichen Turbojet-Motoren weniger Luftsauerstoff in die Triebwerke, da mit zunehmender Höhe der Luftdruck und damit die Dichte der Atmosphäre sinkt. Durch die geringere Luftdichte verringert sich auch der Auftrieb der Tragflächen und beschränkt so die Flughöhe.

### Grenzhöhe
Weiterhin gibt es eine physikalisch bedingte Grenzhöhe für Flugzeuge, die nicht für Überschallflug ausgelegt sind. Diese ist durch den relativen Verlauf der Größen Machzahl (wahre Fluggeschwindigkeit) und Mindestgeschwindigkeit in Abhängigkeit von der Flughöhe gegeben.
Die Höchstgeschwindigkeit ist grundsätzlich durch die Annäherung an die maximale Mach-Zahl des Flugzeuges begrenzt, wobei die Luftströmung bereits an einigen Stellen die Schallgeschwindigkeit erreicht, bevor das Flugzeug selbst diese erreicht. Gleichzeitig begrenzt die mit der Flughöhe abnehmende Luftdichte die Mindestgeschwindigkeit des Flugzeuges: Langsameres Fliegen hätte einen Strömungsabriss zur Folge, das Flugzeug wäre nicht mehr flugfähig.
Machzahl und Mindestgeschwindigkeit nähern sich mit steigender Flughöhe einander an, da die Machzahl mit sinkender Temperatur (also mit steigender Höhe) sinkt und die wahre Mindestgeschwindigkeit mit zunehmender Höhe aufgrund der geringer werdenden Luftdichte steigt. Die Grenzhöhe ist erreicht, wenn sich beide Größen treffen; siehe Coffin Corner.
Selbst wenn also ein Flugzeug aufgrund seiner Motorleistung weiter steigen könnte, wäre hier die maximale theoretische Höhe erreicht, welche mit einer bestimmten Fluggeschwindigkeit korrespondiert. Diese Grenzhöhe liegt für ein Verkehrsflugzeug meist knapp oberhalb der Reiseflughöhe, bzw. es sind Tragfläche und Motorleistung so ausgelegt, dass die gewünschte Reiseflughöhe gerade erreicht wird.

### Sonderfälle

#### Steigen der wahren Mindestgeschwindigkeit
Der Geschwindigkeitsmesser des Luftfahrzeuges zeigt in dem Falle die gleiche Mindestgeschwindigkeit an wie in Bodennähe. Er zeigt aufgrund der dünneren Luft einen Wert an (IAS) der wesentlich geringer ist, als die wahre Geschwindigkeit (TAS) des Luftfahrzeuges. Die Zunahme des Fehlers beträgt ca. 2 % pro 1.000 Fuß.
- Beispiel 1: 
 Ein Luftfahrzeug befindet sich in Flugfläche 300 (30.000 Fuß) und fliegt mit einer angezeigten Geschwindigkeit von 200 Knoten, so beträgt seine wahre Eigengeschwindigkeit ca. 320 Knoten.

- Beispiel 2: 
 Benötigt es in Bodennähe ca. 240 Knoten als Mindestgeschwindigkeit um „clean“ zu fliegen, also mit eingefahrenen Auftriebshilfen. So zeigt dort der Fahrtmesser auch etwa 240 Knoten an (falls IAS=CAS). Um sicher zu fliegen, muss der Fahrtmesser in 30.000 Fuß Höhe ebenfalls 240 Knoten anzeigen, jedoch ist in diesem Falle das Luftfahrzeug in Wirklichkeit 384 Knoten schnell (Steigerung 2 % pro 1000 Fuß, also eine Steigerung um 60 % bei 30.000 Fuß).

#### Nutzbare Geschwindigkeiten
Ein Luftfahrzeug habe als maximale Machzahl einen Wert von ca. 0,8. Dieses entspricht in Bodennähe (bei 15 Grad Celsius) einer wahren Geschwindigkeit von ca. 528 Knoten.
In einer Höhe von 30.000 Fuß (ca. −45 Grad Celsius) entspricht dies einer Geschwindigkeit von 470 Knoten.
Daraus ergibt sich als nutzbarer Geschwindigkeitsbereich:
- in Bodennähe: 240-528 Knoten: 288 Knoten nutzbarer Bereich
- in 30.000 Fuß: 384-470 Knoten: 86 Knoten nutzbarer Bereich

Siehe auch: Dienstgipfelhöhe